# 深井有
深井有（ふかい ゆう、1934年11月1日- )は、日本の物理学者、中央大学名誉教授。

## 略歴
千葉県生まれ。1958年東京大学理学部物理学科卒、63年同大学院数物系研究科物理学博士課程修了、理学博士。1963年中央大学理工学部専任講師、64年助教授、71年教授、2005年定年となり、名誉教授。専門は、物理学、固体物性、材料工学。

## 著書
- 『拡散現象の物理』朝倉書店 (現代人の物理 1988
- 『気候変動とエネルギー問題 CO2温暖化論争を超えて』中公新書 2011
- 『地球はもう温暖化していない 科学と政治の大転換へ』平凡社新書 2015
- 『水素分子はかなりすごい 生命科学と医療効果の最前線』光文社新書 2017

共著
- 『水素と金属 次世代への材料学』田中一英,内田裕久共著 内田老鶴圃(材料学シリーズ) 1998

## 論文
- <深井有